# Камыщенко, Дмитрий Ефимович
Дмитрий Ефимович Камыщенко (1905—1964) — советский агроном
, доктор сельскохозяйственных наук, профессор. Член ЦК КП(б)У в июне 1938 — мае 1940 г. Депутат Верховного Совета СССР 1-го созыва.

## Биография
Работал агрономом. Возглавлял колхозные хаты-лаборатории и научно-исследовательские сельскохозяйственные станции. Получил признание благодаря усовершенствованиям сеялки и разработки новых способов засева. Друг академика Трофима Лысенко.
Член ВКП(б) с 1932 года.
В 1936—1941 годах — директор Всесоюзного научно-исследовательского института научных методов посева в городе Киеве; директор Киевского научно-исследовательского института растениеводства.
Затем — помощник президента Всесоюзной академии сельскохозяйственных наук (ВАСХНИЛ) Трофима Лысенко. Работал во Всесоюзном научно-исследовательском институте электрификации сельского хозяйства.
Жена — Мария Иустиновна (1905—1992).
Сыновья — Владимир и Станислав.
Похоронен на Пятницком кладбище.

## Награды
- орден Трудового Красного Знамени (05.10.1937) — за успехи в деле усовершенствования сеялки и внедрения новых методов посева
- Орден Знак Почёта (10.09.1945)[1]
- ордена